# Arrondissement di Montargis
L'arrondissement di Montargis è una suddivisione amministrativa francese, situata nel dipartimento del Loiret e nella regione del Centro-Valle della Loira.

## Composizione
L'arrondissement di Montargis raggruppa 126 comuni in 12 cantoni:
- cantone di Amilly
- cantone di Bellegarde
- cantone di Briare
- cantone di Châlette-sur-Loing
- cantone di Château-Renard
- cantone di Châtillon-Coligny
- cantone di Châtillon-sur-Loire
- cantone di Courtenay
- cantone di Ferrières-en-Gâtinais
- cantone di Gien
- cantone di Lorris
- cantone di Montargis